# Juillet de sang
Pour plus de détails, voir Fiche technique et Distribution.
Juillet de sang (Cold in July) est un film franco-américain coécrit et réalisé par Jim Mickle, sorti en 2014.
Il s'agit de l'adaptation du roman homonyme écrit par Joe R. Lansdale.

## Synopsis
Au Texas en 1989, Richard Dane, encadreur, est réveillé en pleine nuit par des bruits dans sa maison. Apeuré et aveuglé par la lampe torche du cambrioleur, il l'abat. La police identifie Freddy Russell, un criminel recherché. La légitime défense ne fait aucun doute pour Dane comme pour la police. Mais le père de Freddy décide de se venger et menace... Cependant, malgré les apparences, la situation est bien plus complexe qu'il n'y paraît : policiers véreux, ex-taulards et détectives pittoresques sur fond de l'industrie du snuff movie.

## Fiche technique
- Titre original : Cold in July
- Titre français : Juillet de sang
- Réalisation : Jim Mickle
- Scénario : Nick Damici et Jim Mickle, d'après le roman Juillet de sang de Joe R. Lansdale
- Direction artistique : Annie Simeone
- Décors : Russell Barnes
- Costumes : Liz Vastola
- Montage : John Paul Horstmann et Jim Mickle
- Musique : Jeff Grace
- Photographie : Ryan Samul
- Production : Adam Folk
- Sociétés de production : BSM Studio, Backup Media, Bullet Pictures et Paradise City
- Sociétés de distribution : IFC Films (USA), Wild Side Films / Le Pacte (France)
- Pays d’origine :  États-Unis,  France
- Langue originale : anglais
- Format : couleur - 35 mm - 2,35:1 - son Dolby Digital
- Genre : thriller, drame
- Durée : 109 minutes
- Dates de sortie[2] :
  -  États-Unis : 18 janvier 2014 (Festival du film de Sundance 2014) ; 23 mai 2014 (sortie nationale)
  -  France : 17 mai 2014 (Festival de Cannes 2014) ; 31 décembre 2014 (sortie nationale)
- Interdit aux moins de 12 ans

## Distribution
- Michael C. Hall (VF : Patrick Mancini) : Richard Dane
- Sam Shepard (VF : Hervé Bellon) : Ben Russel
- Don Johnson (VF : Patrick Poivey) : Jim Bod
- Nick Damici (VF : Vincent Violette) : Ray Price
- Vinessa Shaw (VF : Marie Zidi) : Ann Dane
- Wyatt Russell (VF : Jean Rieffel) : Freddy Russel
- Happy Anderson : Ted

Source et légende : Version française (VF) sur RS Doublage

## Distinctions

### Nominations et sélections
- Festival du film de Sundance 2014 : sélection « US Dramatic Competition »
- Festival de Cannes 2014 : sélection « Quinzaine des réalisateurs »
- Festival du film de Sydney 2014
- Festival du cinéma américain de Deauville 2014 (compétition)